# Aiden McGeady
Aiden McGeady John (nascut el 4 d'abril de 1986) és un futbolista professional que juga com a lateral per l'Everton FC anglès i amb la selecció irlandesa